# Paul-Henri Rebut
Paul-Henri Rebut (* 1936) ist ein französischer Plasmaphysiker, der in der Fusionsforschung arbeitet.
Rebut studierte ab 1955 an der École polytechnique und 1957 an der École nationale supérieure des poudres. 1966 wurde er promoviert (Doctorat d’Etat). Seine Beschäftigung mit Fusionsforschung begann 1958 beim Commissariat à l’énergie atomique et aux énergies alternatives (CEA). 1970 bis 1973 war er wesentlich am französischen Tokamak von Fontenay-aux-Roses (TFR) beteiligt. 1973 wurde er Leiter des Design-Teams des Joint European Torus (JET) in Culham und 1979 wurde er stellvertretender Direktor des JET zuständig für Konstruktion, Operation und Entwicklung. 1985 bis 1992 war er Direktor des JET in Culham als Nachfolger von Hans-Otto Wüster. Unter seiner Leitung lieferte der JET 1991 erstmals für kurze Zeit zu einer überzeugenden Demonstration der Erzeugung von Kraftwerks-Fusionsenergie (1,8 MW für 2 Sekunden) in einem Tokamak.
1992 bis 1994 war er Leiter des Design Teams für den ITER in San Diego. 1998 kehrte er nach Frankreich zurück und war bis 2004 Berater des Hochkommissars für Atomenergie und beriet 2000 bis 2004 das International Science and Technology Center (ISTC), das 1992 gegründet wurde und ehemalige russische Kernwaffenwissenschaftler in zivile Forschungsarbeiten einbinden soll. Er ist auch Ende der 2000er Jahre regelmäßiger Berater des ITER.
1978 wurde Paul-Henri Rebut Ritter des Ordre national du Mérite und 1984 Ritter der Ehrenlegion. Er ist Mitglied der Académie des sciences und erhielt 2006 den Hannes-Alfvén-Preis. 1981 erhielt er den Prix Jean Ricard.